# Dumbrăvița (okręg Hunedoara)
Dumbrăvița – wieś w Rumunii, w okręgu Hunedoara, w gminie Ilia. W 2011 roku liczyła 53 mieszkańców.